# 2516 Roman
A 2516 Roman (ideiglenes jelöléssel 1964 VY) a Naprendszer kisbolygóövében található aszteroida. Az Indianai Egyetem fedezte fel 1964. november 6-án.